# تو منو کشتی
تو منو می کشی (به انگلیسی: You Kill Me) فیلمی محصول سال ۲۰۰۷ و به کارگردانی جان دال است. در این فیلم بازیگرانی همچون بن کینگزلی، تیا لئونی، دنیس فارینا، لوک ویلسون، بیل پولمن، فیلیپ بیکر هال، جین ایستوود ایفای نقش کرده‌اند.